# Seine-et-Oise
Departamentul Seine-et-Oise (franceză Département Seine-et-Oise) a fost un departament al Franței format în urma reorganizării teritoriale din perioada Revoluției Franceze. A fost format pe teritoriul fostei provincii Île-de-France și înconjura complet departamentul Seine din care făcea parte orașul Paris. Înainte de dezmembrarea departamentului, acesta era organizat în 11 arondismente, 68 cantoante și 688 comune. 
Datorită creșterii importante a populației în secolul al XX-lea, în urma unei reorganizări teritoriale a regiunii pariziene, departamentele Seine-et-Oise și Seine au fost suprimate în ianuarie 1968. A fost reorganizat în trei noi departamente: Essonne, Val-d'Oise și Yvelines. Câteva comune au fost transferate departamentelor nou create prin dizolvarea departamentului Seine: Hauts-de-Seine, Seine-Saint-Denis și Val-de-Marne.
Reorganizarea s-a efectuat astfel:
- 262 comune din vstul departamentului au format noul departament Yvelines, cu prefectura la Versailles, ce a primit conservat numerotarea vechiului departament, numărul 78;
- 198 comune din sudul departamentului au format noul departament Essonne, ce a primit numerotarea 91, număr folosit anterior de departamentul Alger din Algeria franceză;
- 185 comune din nordul departamentului au format noul departament Val-d'Oise, ce a primit numerotarea 95, număr nefolosit anterior;
- restul de 43 de comune au fost transferate departamentelor Hauts-de-Seine, Seine-Saint-Denis și Val-de-Marne: 9 ,16 și respectiv 18;